# George Zames
George Zames est un théoricien de l'automatique polono-canadien, professeur à l'Université McGill, né le 7 janvier 1934 à Łódź et mort le 10 août 1997 à Montréal. George Zames est connu pour ses contributions fondamentales à la théorie du contrôle robuste et notamment pour la méthode Hinfini en théorie du contrôle.

## Biographie

### Enfance
George Zames naît le 7 janvier 1934 à Łódź en Pologne dans une famille juive. George Zames et sa famille s'enfuient de la ville au début de la Seconde Guerre mondiale et s'installent à Kobe (Japon), en passant par la Lituanie, la Sibérie puis dans la colonie internationale anglo-française de Shanghai. George Zames indique plus tard que lui et sa famille doivent leur vie au visa de transit fourni par le consul japonais en Lituanie, Chiune Sugihara,. À Shanghai, Zames poursuivi sa scolarité, et en 1948, la famille émigre au Canada.

### Éducation
George Zames entre à l'Université McGill à l'âge de 15 ans et obtient un Bachelor of Engineering (en) en génie physique. Premier de sa classe, George Zames obtient un Athlone Fellowship (en) pour étudier en Angleterre, et intègre l'Imperial College London. Il est diplômé en deux ans, sous la supervision de Colin Cherry, Dennis Gabor et John Hugh Westcott. En 1956, George Zames entre au Massachusetts Institute of Technology pour commencer ses études doctorales, et en 1960, il obtient un doctorat en sciences (Sc.D.) pour une thèse intitulée Nonlinear Operations of System Analysis sous la direction de Norbert Wiener et Yuk-Wing Lee.

### Carrière
De 1960 à 1965, George Zames occupe divers postes d'enseignement au MIT et à l'Université de Harvard. En 1965, George Zames reçoit une bourse Guggenheim et  passe au Centre de recherche électronique de la NASA (ERC), où il fonde l'Office of Control Theory and Applications (OCTA). En 1969, la fermeture de l'ERC de la NASA est annoncée et Zames rejoint en 1970 le nouveau centre de recherche du Department of Transportation. En 1972, George Zames prend un congé sabbatique au Technion à Haïfa et en 1974, il revient à l'Université McGill en tant que professeur puis titulaire de la chaire MacDonald de génie électrique jusqu'à sa mort en 1997.

## Recherche
Les recherches de George Zames se sont concentrées sur les systèmes modélisés de manière imprécise en utilisant la méthode entrée-sortie, une approche distincte de la représentation espace d'état qui a dominé la théorie du contrôle pendant plusieurs décennies. Au cœur de la plupart de ses travaux se trouve l'objectif de réduction de la complexité par l'organisation : 

« For the purposes of control design, gross qualitative properties such as robustness can be analyzed and predicted without depending on accurate models or syntheses. Mathematical analysis provides topological tools that are very well suited for this purpose, such as compactness, contraction, and fixed-point methods. Furthermore, in control design, where there is lots of model uncertainty, it is often more important to be able to gauge qualitative behaviour (robustness, stability, existence of oscillations) than to compute exactly »

## Héritage
L'International Journal of Robust and Nonlinear Control a publié en 2000 un numéro spécial en l'honneur de George Zames, comprenant une liste complète de ses publications. Des comptes rendus de la vie et de l'héritage de George Zames ont été publiés par Sanjoy Mitter et Allen Tannenbaum. J. C. Willems et dans un volume résultant d'une conférence organisée pour honorer l'occasion du 60e anniversaire de Zames.

## Prix et distinctions
- 1986 : IEEE CSS George S. Axelby Outstanding Paper Award[9]
- 1995 : prix Lauréats des prix Izaak-Walton-Killam
- 1996 : médaille Rufus Oldenburger (en) de la Société américaine des ingénieurs mécaniques[10].